# Bluebird (filme)
Bluebird é um telefilme de drama holandês de 2004 dirigido e escrito por Mijke de Jong. O filme foi selecionado pela Holanda como representante oficial de Filme Estrangeiro para o Oscar 2006, mas foi desqualificado pela Academia de Artes e Ciências Cinematográficas por ter sido exibido na televisão.

## Elenco
- Elske Rotteveel - Merel de Leeuw
- Kees Scholten - Kasper de Leeuw
- Elsie de Brauw
- Jaap Spijkers